# Trillersnijdervogel
De trillersnijdervogel (Orthotomus chloronotus) is een vogel uit de familie van de Cisticolidae.

## Verspreiding en leefgebied
Deze soort is endemisch in het noordelijk en centrale deel van het Filipijnse eiland Luzon.